# Болеслав Немодлинский
Болеслав (Болько) Первородный (Немодлинский) (ок. 1293 — 1362/1365) — князь Немодлинский (1313—1362/1365) и Прудницкий (1336/1337—1361). С 1313 по 1326 годы также владел Велюньской землёй.

## Биография
Представитель опольской линии Силезских Пястов. Старший сын князя опольского Болеслава I (1254/1258 — 1313) и Агнессы (ум. 1301), происхождение которой неизвестно. Прозвище «Первородный» он получил для отличия от своего младшего брата, также названного Болеслав.
В 1313 году после смерти Болеслава I Опольского его сыновья разделели его владения: Болеслав Первородный забрал себе Немодлин и Велюнскую землю, а младшим братьям Болеславу II и Альберту досталось Ополе. Он был опекуном своих младших братьев до 1323 года, когда они были признаны совершеннолетними.
Свою политическую карьеру Болеслав связал с чешским королем Иоганном Люксембургским, что привело его к конфликту с польским королем Владиславом Локетеком и потере Велюнской земли в 1326 году.
18 февраля 1327 года князь Болеслав Немодлинский вместе с другими князьями Верхней Силезии принес в Опаве оммаж королю Чехии Иоганну Люксембургскому. Уже в следующем 1328 году, исполняя свои вассальные обязанности, он принял участие в крестовом походе, организованном Иоганном Люксембургским, против литовских язычников. После возвращения из литовского похода Болеслав Первородный вслед за своим сюзереном отправился в Прагу, где с тех пор проводил большую часть времени.
В 1336/1337 году умер бездетный князь Лешек Ратиборский, и княжество на правах сюзерена забрал король Чехии Иоганн Люксембургский и передал своему стороннику Микулашу II Опавскому, женатому на сестре Лешека Ратиборского. Это вызвало протест верхнесилезских князей, в том числе и Болеслава, претендовавших на Ратиборское княжество на правах ближайших родственников покойного князя. Иоганн Люксембургский проигнорировал этот протест, но отобрал у Микулаша Прудницкое княжество и позволил Болеславу Немодлинскому в награду за верную службу и в качестве компенсации за потерю Рацибужа выкупить его за 2 000 гривен.
В 1355 году князь Болеслав Немодлинский принимал участие в поездке чешского короля Карла Люксембургского в Рим, где последний был коронован императором Священной Римской империи. С 1355 по 1360 годы Болеслав был судьей придворного суда короля Карла Люксембургского, в 1361 году участвовал в крещении королевского сына Вацлава в Нюрнберге.
Болеслав Первородный скончался между 1362 и 1365 годами. Место его захоронения неизвестно.

## Семья
В 1325 году князь Болеслав Немодлинский женился на Евфимии (1312/1318 — после 1383), дочери Генриха VI Доброго, князя Вроцлавского (1294—1335), и Анны Австрийской (1275—1327). Супруги имели в браке трех сыновей и пятерых дочерей:
- Болеслав II (1326/1335 — 1367/1368), князь Немодлинский (1362/1365 — 1367/1368)
- Вацлав (ок. 1345—1369), князь Немодлинский (1362/1365 — 1369)
- Генрих I (ок. 1345—1382), князь Немодлинский (1362/1365 — 1382)
- Маргарита (до 1340 — после 1399), муж — Ульрих II, ландграф Лейхтенбергский (ум. 1378)
- Ютта (1346—1378), муж — Микулаш II, князь Опавский (ок. 1288—1365)
- Анна (ум. 1365), монахиня во Вроцлаве
- Ядвига (ум. 1313), аббатиса во Вроцлаве
- Эльжбета (ум. после 1366), монахиня во Вроцлаве.